# Rodrigo González

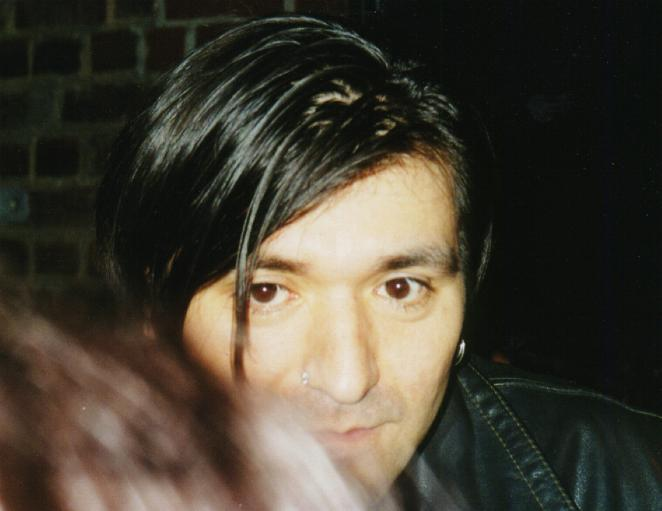
Rodrigo González

Rodrigo Andrés González Espíndola, född 19 maj 1968 i Valparaíso, Chile, är musiker och basist i det tyska bandet Die Ärzte.